# 제62회 프라임타임 에미상
제62회 프라임타임 에미상은 2010년 8월 29일에 열린 시상식이다.

## 수상 및 후보

### TV 드라마-남우주연상
- 브레이킹 배드 - 브라이언 크랜스톤 수상

### TV 드라마-여우주연상
- 클로저 - 카이라 세드윅 수상

### TV 코미디-남우주연상
- 빅 뱅 이론 - 짐 파슨스 수상

### TV 코미디-여우주연상
- 간호사 재키 - 에디 팔코 수상

### TV 미니시리즈,영화-남우주연상
- 유 돈 노우 잭 - 알 파치노 수상

### TV 미니시리즈,영화-여우주연상
- 템플 그랜딘 - 클레어 데인즈 수상

### TV 드라마-남우조연상
- 브레이킹 배드 - 아론 폴 수상

### TV 드라마-여우조연상
- 더 굿 와이프 - 로드 홀콤 외 3명 수상

### TV 코미디-남우조연상
- 모던 패밀리 - 에릭 스톤스트릿 수상

### TV 코미디-여우조연상
- 글리 - 제인 린치 수상

### TV 미니시리즈,영화-남우조연상
- 템플 그랜딘 - 데이빗 스트라탄 수상

### TV 미니시리즈,영화-여우조연상
- 템플 그랜딘 - 줄리아 오몬드 수상

### TV 드라마-감독상
- 덱스터 - 마이클 쿠에스타 외 2명 수상

### TV 드라마-각본상
- 매드 맨 - 매튜 웨이너 외 1명 수상

### TV 코미디-감독상
- 글리 - 라이언 머피 외 2명 수상

### TV 코미디-각본상
- 모던 패밀리 - 스티븐 레비탄 외 1명 수상

### TV 미니시리즈,영화-감독상
- 템플 그랜딘 - 믹 잭슨 수상

### TV 미니시리즈,영화-각본상
- 유 돈 노우 잭 - 아담 마저 수상

### TV 버라이어티,음악,코미디-감독상
- 새터데이 나잇 라이브 - 데이브 윌슨 외 2명 수상

### TV 드라마-최우수작품상
- 모던 패밀리 - 마이클 스필러 외 4명 수상
- 매드 맨 - 팀 헌터 외 1명 수상

### TV 미니시리즈-최우수작품상
- 더 퍼시픽 - 제레미 포데스와 외 2명 수상

### TV 영화-최우수작품상
- 템플 그랜딘 - 믹 잭슨 수상

### TV 버라이어티,음악,코미디-최우수작품상
- 더 데일리 쇼 위드 존 스튜어트

### TV 리얼리티 경쟁-최우수작품상
- 탑 쉐프

### TV 만화영화-최우수작품상
- 프렙 & 랜딩 - 케빈 디터스 외 1명 수상